# Lo sguardo che uccide (film 1964)
Lo sguardo che uccide (The Gorgon) è un film del 1964 diretto da Terence Fisher.

## Trama
La storia narra del mistero che circonda una foresta tedesca: alcune persone sono state trasformate in pietra. Il fratello di una delle vittime indaga sull'accaduto mentre il professor Namaroff cerca in tutti i modi di ostacolarlo, mentre la verità sembra essere una maledizione che coinvolge un piccolo paese e un'antica Gorgone reincarnatasi.

## Curiosità
- L'attrice Barbara Shelley, che interpreta Carla Hoffmann, e che avrebbe voluto invece interpretare il ruolo della gorgona, suggerì al produttore Anthony Nelson Keys di usare una parrucca speciale con dei veri serpenti da giardino legati ad essa per dare così un effetto più realistico. Questa idea venne scartata da Keys per ragioni di budget e di tempi realizzativi. Quando, a film finito, Keys vide il deludente effetto speciale della parrucca con i serpenti di gomma disse alla Shelley che avrebbe dovuto ascoltare il suo suggerimento. Christopher Lee ironizzò sulla cosa dicendo L'unica cosa che non va in "The Gorgon" è la Gorgone.
- Lo studio del dottor Namaroff è lo stesso visibile nel film La rivolta di Frankenstein (1964).
- Il nome della Gorgone è Megera; ma nella mitologia Megera era il nome di una delle Erinni, le divinità della vendetta. Secondo quanto scritto da Esiodo i nomi delle gorgoni erano: Steno, Euriale e Medusa.
- Michael Goodliffe, che nel film interpreta il padre del personaggio di Richard Pasco, aveva solamente 12 anni più di lui.

## Home Video
Il film è stato distribuito su DVD dalla Sony Pictures Entertainment, contenente il trailer e un fascicolo scritto da Marcus Hearn come contenuti extra.
In Italia il film uscì nel 2009, insieme al film La casa del terrore, in un cofanetto editato dalla Sony Pictures Entertainment ed intitolato "Hammer Films - Volume 2". Curiosamente in questa versione non è presente l'audio italiano del film.
Nel 2013 il film è stato nuovamente editato in DVD dalla Golem Video e, questa volta, con audio italiano.